# Abbazia di Sant'Agostino
L'abbazia di Sant'Agostino è un'abbazia benedettina situata a Canterbury, nel Kent, Regno Unito. Ospita i resti di sant'Agostino di Canterbury.

## Storia antica
Nell'anno 597, Agostino arrivò in Inghilterra, inviato qui da papa Gregorio I, in quello che oggi viene chiamata "missione di risveglio". Il re del Kent in quel periodo era Ethelbert, che si sposò con una cristiana, Bertha. A prescindere dal fatto che sia stato influenzato dalla moglie, gli venne permesso di fondare un monastero subito fuori dalle mura di Canterbury. Tre chiese anglosassoni sono ancora in piedi, e sono dedicate rispettivamente a san Pancrazio, Pietro e Paolo, ed infine a Maria. Il periodo sassone è ben mostrato nella chiesa di San Pancrazio, mentre le altre due sono state ricostruite dai Normanni fondendole in una sola struttura. Uno dei principali obbiettivi dell'abbazia era quello di fungere da luogo di sepoltura per i re del Kent e per l'arcivescovo di Canterbury. Nel 978 un nuovo edificio più grande venne dedicato dall'arcivescovo Dunstan ai santi Pietro, Paolo e Agostino.

## XI secolo
Dopo la conquista normanna, in questo monastero venne creato l'arazzo di Bayeux, su commissione di Oddone di Bayeux, fratellastro di Guglielmo il Conquistatore.

## XII secolo
A partire dal 1100 tutti i resti degli originali edifici anglosassoni scomparvero sotto un immenso edificio romanico, cui venne aggiunta una saletta nel 1154 che serviva per distribuire le elemosine ai poveri. Una parte venne ricostruita nel 1168 in seguito ad un incendio, il resto della struttura del dodicesimo secolo giunse immutato fino alla costruzione dell'abbazia.

## XIII secolo
Dopo il 1250 l'abbazia venne sottoposta nuovamente a lavori di ammodernamento. Il chiostro, il lavacro e la cucina vennero completamente ricostruiti e venne aggiunta la nuova residenza dell'abate. Inoltre venne creato un nuovo salone.

## XIV secolo
Un nuovo portone merlato venne costruito nel 1309 completando così la corte interna. Sul lato settentrionale i monaci erano in grado di prendere ulteriori terreni, che fornivano altro spazio per una corte esterna con una serie di celle, forni e, nel 1320, un nuovo vigneto circondato da mura. Anche il lato orientale si espanse creando una serie di logge lungo il giardino fortificato. Un terremoto nel 1382 obbligò a fare ulteriori lavori agli edifici, e nel 1390 venne eretta una struttura foritificata che resiste tuttora nei pressi della porta. L'ultimo pezzo aggiunto fu una Lady Chapel, ad est della chiesa.
Nel 1500 l'abbazia occupava un terreno molto esteso, e la sua biblioteca conteneva oltre 2000 volumi, un numero enorme per quel periodo. Molti di loro vennero scritti nel centro scrittorio dell'abbazia.

## Dissoluzione
Nel 1535 Enrico VIII chiuse tutti i monasteri sorpresi ad incassare annualmente meno di 100 sterline. L'abbazia sopravvisse a questa prima ondata di chiusure, visto che in quell'anno aveva raccolto ben 1.733 sterline. Ma il 30 luglio 1538 il destino dell'abbazia fu segnato dalla più generale dissoluzione dei monasteri in Inghilterra voluta da Enrico VIII. L'abbazia venne smantellata nel corso dei successivi quindici anni, nonostante parte del sito venisse convertita in un palazzo, pronto per l'arrivo di Anna di Clèves dalla Francia.

## Storia moderna
Il palazzo venne affittato ad una stirpe di nobili, e nei primi anni del 1600 era sotto il controllo di Edoardo Lord Wotton, che assunse John Tradescant il Vecchio per creare giardini attorno ad esso. Si pensa che il palazzo sia sopravvissuto fino alla grande tempesta del 1703, che certamente causò molteplici danni alla struttura già rovinata dell'abbazia.
L'abbazia fu acquistata nel 1844 da Alexander Beresford Hope per farne un seminario.
Attualmente è un patrimonio dell'umanità, e le rovine di questo importante edificio monastico costruito da sant'Agostino sono protetti dall'English Heritage.
Le attuali rovine coprono buona parte della cattedrale, ed infatti nei suoi giorni migliori la chiesa competeva per grandezza con la cattedrale di Canterbury.
Il santo ivi venerato è cattolico e il suo culto ufficiale è regolato dalla Chiesa cattolica.